# Tobias Karlsson (cầu thủ bóng đá)
Tobias Karlsson (sinh ngày 14 tháng 1 năm 1989) là một cầu thủ bóng đá người Thụy Điển thi đấu cho Falkenbergs FF ở vị trí hậu vệ.